# Les Mystères de l'Incal
Les Mystères de l'Incal est une étude de la série de bande dessinée L'Incal écrite par Jean Annestay avec la collaboration de Moebius et Alejandro Jodorowsky, publié à l'origine en 1989. 

## Historique
Publié en 1989 par Les Humanoïdes associés un an après la fin de la série, ce livre est considéré comme un hors-série de l'Incal. Il contient une histoire inédite de huit pages développant un événement abordé dans le troisième volume non rééditée depuis mais reprise par Gimenez au début de La Caste des Méta-Barons. 
En 2009, toujours chez Les Humanoïdes associés, parait, sous l'impulsion de Jean Annestay et de Christophe Quillien, une nouvelle édition revue et augmentée, puis en 2016, une nouvelle édition avec une couverture différente.

## Publications
- HS. Les Mystères de l'Incal, Les Humanoïdes Associés (Édition originale de novembre 1989)  (ISBN 978-2-7316-0702-4)[2]
- HS. Les Mystères de l'Incal, Les Humanoïdes Associés (nouvelle édition revue et augmentée, couverture modifiée), septembre 2009  (ISBN 978-2-7316-2206-5)[2]
- HS. Les Mystères de l'Incal, réédition avec une nouvelle couverture, Les Humanoïdes Associés, octobre 2016  (ISBN 978-2-7316-6426-3)[2]